# Livin de San Pablo
Livin de San Pablo es un caserío peruano ubicado en el distrito de Pacaipampa, perteneciente a la provincia de Ayabaca del departamento de Piura, al norte del Perú. 

## Ubicación
Livin de San Pablo se ubica al sureste de la provincia de Ayabaca, en el distrito de Pacaipampa, en el departamento de Piura.

## Demografía
En 2017 Livin de San Pablo tenía una población de 210 habitantes.
| Gráfica de evolución demográfica de Livin de San Pablo entre 1993 y 2017 |
|                                                                          |
| Fuentes: Población 1993 y 2017                                           |